# Viola psychodes
Viola psychodes är en violväxtart som beskrevs av Edward Lee Greene. Viola psychodes ingår i släktet violer, och familjen violväxter. Inga underarter finns listade i Catalogue of Life.